# Анита Наир
Анита Наир (инд. Alice Hoffman, рођена 26. јануара 1966) је индијска књижевница, романописац.

## Рани живот
Наир је рођена у месту Шоранару у округу Palakkad у држави Керала. Било јој је месец дана када су се њени преселили у Ченаи, тада Мадрас. Одрасла је у предграђу Авади.
Школовала се у Ченају пре него што се вратила у Кералу на БА из енглеске књижевности. Живи у Бангалореу са супругом који се такође бави рекламом као и она и сином.

## Каријера
Наир је радила као креативни директор рекламне агенције у Бангалореу када је написала своју прву књигу, 1997 збирку кратких прича под називом Satyr of the Subway (Сатир из метроа и једанаест других прича). Добила је стипендију из Вирџинијског центра за креативне уметности.
Наирину другу књигу објавио је "Penguin India". Њени романи The Better Man (Бољи човек) и Ladies Coupé (Купе за даме) преведени су на 21 језик. Међу Наириним раним комерцијалним радовима било је дела написаних за часопис "The Bangalore Monthly"  (сада се зове "080 Магазин").
Купе за даме говори о женским условима у друштву у којем доминирају мушкарци.  Наир је такође написала The Puffin Book of Myths and Legends (2004) и уредио Where the Rain is Born (2003). Њене песме су се појављивале у антологијама попут The Dance of the Peacock: An Anthology of English Poetry from India у којој је учествовало 151 индијско-енглеског песника. 
Почиње да објављује кратке приче у периодици и убрзо постаје стални сарадник "Индијског Тајмса".
Написала је и друге књиге као што су Mistress (Љубавница) (2003), Adventures of Nonu, the Skating Squirrel (2006), Living Next Door to Alise (2007), Magical Indian Myths (2008),  и драму Nine Faces of Being (Девет лица) прилагођавања из њене књиге Љубавница  Остала Наирина дела укључују The Lilac House (Кућу од јоргована) (2012) и Alphabet Soup for Lovers (2016).
Њен шести роман Idris: Keeper of The Light (Идрис: Чувар светлости) (2014) историјски је и географски роман о сомалијском трговцу који је посетио Малабар 1659. године. 
Анита Наир је експерт за рекламу. Ужива у кухињским специјалитетима и воли своју башту. Сакупља фигурице мачака, антички намештај и купове за јаја.

## Награде и признања
- Награда Arch of Excellence за књижевност на конференцији All India Achievers, Њу Делхи. [14]
- 2007. LiBeraturpreis, финалиста, Немачка. [15]
- 2008. награда FLO FICCI за женско постигнуће у књижевности. [16]
- 2009. Montblancју је почастио лансирањем посебног издања за писање у Индији; за њен нови допринос књижевности, спровођење међукултурних напора и просветитељских искустава која су надишла неисцрпну разноликост облика - баријере језика, културе и идентитета. [17]
- Награда Kerala Sahitya Akademi за 2012. годину за допринос књижевности и култури.
- Ужи избор за хиндуистичку награду за Idris Keeper Of The Light (Идриса, чувара светлости), 2014. [18]
- 2015. Глобални амбасадор за жене за Expo May. [тражи се извор]
- Награда за књигу укрштених речи за 2017. годину, награда жирија, дечија категорија, Muezza and Baby Jaan. [19]